# Juan de Mesa

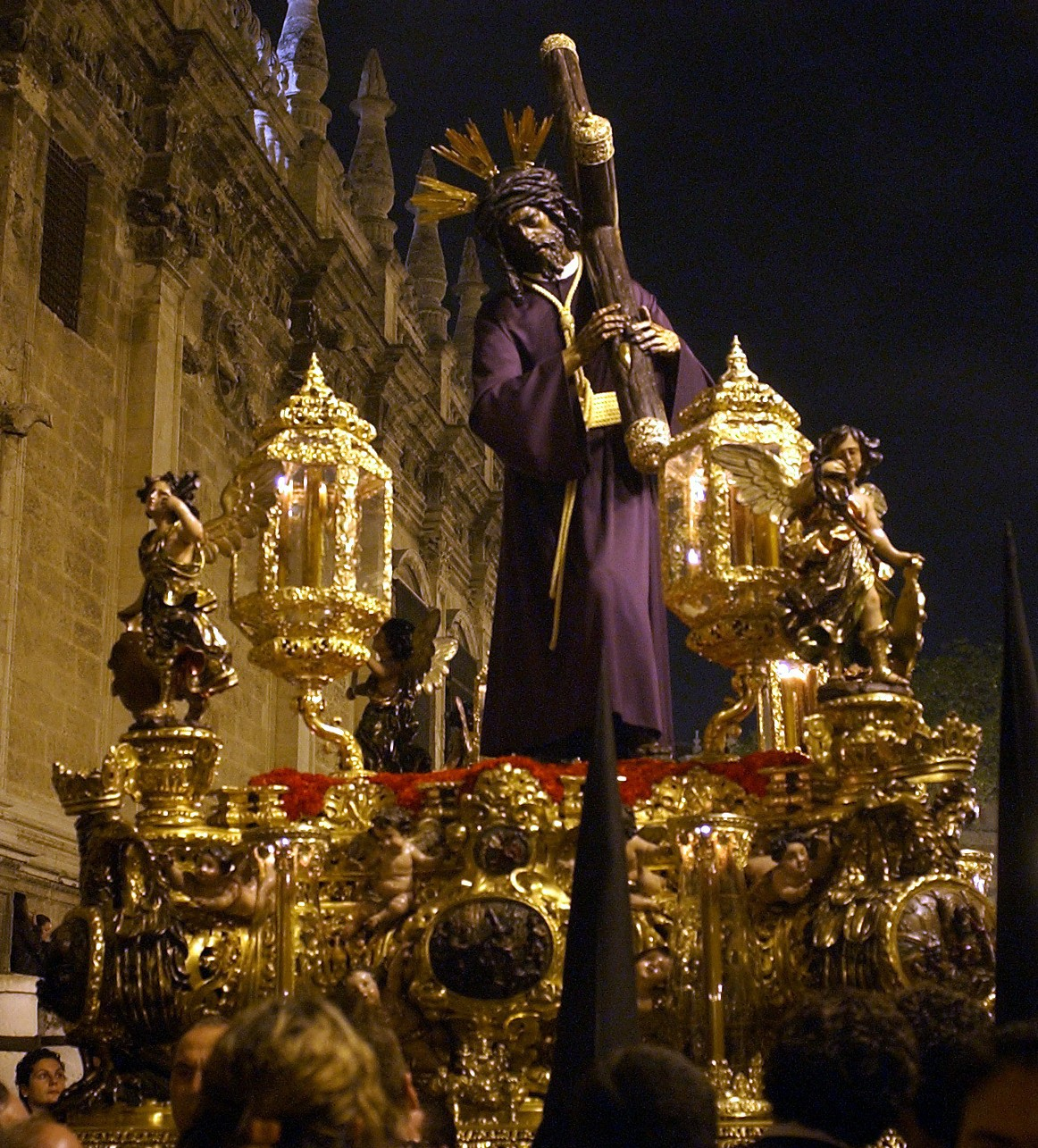
Christus "Del Gran Poder", Sevilla

Juan de Mesa (Córdoba, 1583 - Sevilla, 1627) is een Spaans beeldhouwer uit de Andalusische school.
Zijn beeldhouwwerk wordt gekenmerkt door een barokke expressie. Zijn processiesculpturen die hij voor verschillende broederschappen maakte worden nog steeds vereerd tijdens de Semana Santa. Zij bekendste werk is "Jezus van de Grote Machten" uit 1620. Zijn polychrome werken worden beschouwd als tot de meest waardevolle werken van de Spaanse barok behorend.

## Werken
- Jesús del Gran Poder; 1620. Koninklijke Broederschap "Jesús del Gran Poder", Sevilla.
- Santissimo Cristo Yacente (Dode Christus), Koninklijke Broederschap "Santo Entierro", Sevilla
- Virgen del Valle, Koninklijke Broederschap van "Las Cigarreras" te Sevilla
- Gekruisigde Christus, Almudena-kathedraal te Madrid

- Biblioteca Nacional de España: XX1651795
- Catàleg d'autoritats de noms i títols de Catalunya: 981058508994506706
- Gemeinsame Normdatei: 128405023
- International Standard Name Identifier: 0000 0001 1769 158X
- Library of Congress Control Number: n84239278
- RKD-Nederlands Instituut voor Kunstgeschiedenis: 55465
- Système universitaire de documentation: 069333688
- Union List of Artist Names: 500021679
- Virtual International Authority File: 69980312
- WorldCat: E39PBJcWrjP7cQqrVDkMRVhJXd